# Walter Ruttmann
Walter Ruttmann (Francoforte sul Meno, 28 dicembre 1887 – Berlino, 15 luglio 1941) è stato un regista tedesco.

## Biografia
Ispiratosi alle teorie di Hans Richter, Walter Ruttmann divenne uno dei maggiori esponenti dell'avanguardia cinematografica tedesca e in tale ambito, con brillante ingegno di sperimentatore, tese ad affermare un cinema di immagini in stretto rapporto ritmico col sonoro.  I suoi primi film astratti Opus I (1921) e Opus II (1923) erano esperimenti di nuove forme di espressione cinematografica, e in essi si vede l'influenza dei primi lavori di Oskar Fischinger.
Nel 1927 vede affiancarsi come aiuto regista Herbert Selpin, che poi diverrà a sua volta regista.
Pur presentando un esclusivo interesse formale, le sue opere rivelano tuttavia una sorprendente capacità di montaggio.
Di Ruttmann è Acciaio, del 1933, girato a Terni e unica sua pellicola di finzione. Il soggetto è tratto dal racconto  Giuoca, Pietro!, di Luigi Pirandello, adattato per il grande schermo da Stefano Pirandello.

## Filmografia
- Lichtspiel Opus I (1921)
- Der Sieger (1921)
- Das Wunder (1922)
- Opus II (1922)
- Opus III (1924)
- Opus IV (1925)
- Berlin - Die Sinfonie der Großstadt (Berlino, sinfonia di una grande città) (1927)
- Melodie der Welt (La melodia del mondo) (1929)
- Feind im Blut (1930)
- Acciaio (1933)
- Metall des Himmels (Metallo del cielo) (1935)
- Schiff in Not (1936)
- Mannesmann (1937)